# Donje Selište
Donje Selište falu Horvátországban, Sziszek-Monoszló megyében. Közigazgatásilag Glinához tartozik.

## Fekvése
Sziszek városától légvonalban 30, közúton 38 km-re délnyugatra, községközpontjától légvonalban 3, közúton 3 km-re délnyugatra, a Glina folyó jobb partján fekszik.

## Története
Donje Selište a környék számos településéhez hasonlóan a 17. század vége felé Boszniából menekülő pravoszláv szerbekkel népesült be. 1696-ban a szábor a bánt tette meg a Kulpa és az Una közötti határvédő erők parancsnokává, melyet hosszas huzavona után 1704-ben a bécsi udvar is elfogadott. Ezzel létrejött a Báni végvidék, (horvátul Banovina) mely katonai határőrvidék része lett. 1745-ben megalakult a Glina központú első báni ezred, melynek fennhatósága alá ez a vidék is tartozott. 1881-ben megszűnt a katonai közigazgatás. 1918-ban az új szerb-horvát-szlovén állam, majd később Jugoszlávia része lett.
A második világháború idején a Független Horvát Állam része volt. A falu 1991. június 25-én ugyan jogilag a független Horvátország része lett, de szerb lakossága a Krajinai Szerb Köztársasághoz csatlakozott. 1995. augusztus 8-án a Vihar hadművelettel foglalta vissza a horvát hadsereg. Szerb lakossága elmenekült, de később sokan visszatértek. A településnek 2011-ben 109 lakosa volt, akik mezőgazdasággal és állattartással foglalkoztak.

## Népesség
| Lakosság változása | Lakosság változása | Lakosság változása | Lakosság változása | Lakosság változása | Lakosság változása | Lakosság változása | Lakosság változása | Lakosság változása | Lakosság változása | Lakosság változása | Lakosság változása | Lakosság változása | Lakosság változása | Lakosság változása | Lakosság változása |
| ------------------ | ------------------ | ------------------ | ------------------ | ------------------ | ------------------ | ------------------ | ------------------ | ------------------ | ------------------ | ------------------ | ------------------ | ------------------ | ------------------ | ------------------ | ------------------ |
| 1857               | 1869               | 1880               | 1890               | 1900               | 1910               | 1921               | 1931               | 1948               | 1953               | 1961               | 1971               | 1981               | 1991               | 2001               | 2011               |
| 0                  | 0                  | 0                  | 0                  | 0                  | 0                  | 0                  | 0                  | 299                | 321                | 322                | 290                | 260                | 264                | 178                | 109                |

(1931-ig Selište néven lakosságát Glinához számították.)

## Nevezetességei
- Mihály arkangyal tiszteletére szentelt pravoszláv temetőkápolnája[4] a falut kívül, félúton Donje és Gornje Selište között áll. A két falut összekötő út felől fenyőfák takarják. Talán így menekülhetett meg a hadak pusztításaitól, bár a II. világháború idején az usztasák kifosztották és sokáig zárva volt. A bejárat felett az 1720-as évszám olvasható. Az épületet 1827-ben és 1985-ben felújították. Az épület legnagyobb része tölgyfából épült és eredetileg fazsindely fedte,.melyet később cserépre cseréltek. Karcsú harangtornyát kúp alakú bádogtető fedi.
- A faluban egy régi vízimalom és több védett, hagyományos népi építésű lakó- és gazdasági épület található. Közülük említésre méltó a 19-es számú ház,[5] melyet 1918-ban épített a közeli Borovita faluból érkezett Vekić mester. A 14 x 8 méteres épület földszintje kőből, az emeleti rész tölgyfából készült. A felső szint a külső lépcsőről közelíthető meg. Fennmaradtak az eredeti nyílászárók is. Az emeleti lakórészre egy előcsarnokból lehet belépni. Az épületet fazsindelyes nyeregtető fedi.